# آل سالم
آل سالم: إِحدى قبائل حميضة، تقع ديارها في منطقة بارق الغربية، وتتربع على أرحب وأخصب بلاد بارق. لهم أكثر من ثلاثون قرية، وتقع منازلهم على ضفاف أودية: ثعيّب، شهار، الأرنبة وما ينجزّ إليهم من روافد. يحدّها من الجنوب صعبان من آل جبلي، ومن الشمال العرام والمهاملة، ومن الشرق آل جبلي وآل سباعي، ومن الغرب ربيعة.

## النسب
آل سالم قَبِيلُ من بطن حميضة من بارق بن عدي بن حارثة بن عمرو مزيقياء بن عامر بن حارثة بن امريء القيس بن ثعلبة بن مازن بن الأزد بن الغوث بن نبت بن مالك بن زيد بن كهلان بن سبأ. وتنطوي هذه القبيلة على عدة أفخاذ من أهمها مايلي:
| آل عمر |

| آل قفاش |

| آل مناع |

| آل جماعة |

| [أيقونة] | هذا القسم فارغ أو غير مكتمل. ساهم في توسيعه. (نوفمبر 2018) |

| آل سهيمي |

ويقدر عدد أفراد هذه القبيلة بحوالي أربعة آلاف نسمة، ويشغل منصب مشيختها حاليا الشيخ محمد بن سلطان بن حسن بن عامر بن عرار آل مصبح البارقي.

## بلاد آل سالم

### القرى
| القرية                                                                           | الوصف | الإحداثيات |
| -------------------------------------------------------------------------------- | --- | --- |
| أكَهْافَ                                                                            | - بفتح الكاف وإسكان الهاء، بلفظ وآحدة الكهف الذي هو المكان الغائر في الجبل ونحوه -: قرية من قرى ثعيب، تقع في جنوبي الشعبة، وشمال الطارفة على مسافة نصف كيل تقريباً. | 18°52'33 41°54'47 |
| ثَعَيّب                                                                             | - بفتح المثلثة والعين المهملة وكسر المثناة التحتية بعدها باء، تصغير ثَّعْب وهو مجرى الماء في الوادي -: اسم جامع لمجموعة قرى صغيرة بوادي ثَعَيّب من بلاد قبيلة آل سالم حميضة، وقرى ثعيب هذه بين جبلين كبيرين متوازيين الشرقي منهما يفصل بين واديي ثعيب وشهار والغربي يشرف على بادية حميضة. وتشمل تحت هذا الاسم: \| - أكَهْافَ (مكَهْافَ) - جَرْبوع - الحِفْنَة. - حَقْو بن جوْدَة. - حَقْو العُبَيْد. - الرِّجْع - السَّادَّة. \| - الشَّرَف - .شعب عُوَيْد - شعب عِضَاهي. - الشُّعبة. - الطَّارِفَة - عَاطِف. - قَرْن السَّحَر. \| - القَهْبَاء. - القَوْيد. - المَجْمَعَة (حدبة الجماعة) - مَحَل سِفْيَان - مَرَوِّح. - مُشْرِف. - وادي بن مُقَيْه. \| تقع ثَعَيّب جنوب غرب قاعدة الإقليم ساحل بمسافة أربعة عشر كيلا، ويقطنها نحو ألف وخمسمائة نسمة تقريباً. ونشاطهم الاقتصادي زراعي، وبها مدرستان ابتدائيتان للبنين والبنات، وطبيعة أرضها وعرة، وعدد بيوتها 200 بيتاً، ومساحتها 900 هكتاراً. وإذا كان لكل بلدة ما تتميز به فإن ثعيب يتميز على تاريخه المعروف بشجاعة أهله، وميلهم إلى الانخراط في السلك العسكري. | 18°53'32 41°54'11 |
| جَرْبوع                                                                            | - على اسم الحيوان المعروف - : قرية من قرى ثعيب، تقع في غربي الرجع، جنوب شعب عضاهي، شرق عاطف، وشمال سفيان على مسافة ربع كيل تقريباً. | 18°54'19 41°54'32 |
| حَابِس                                                                             | - بفتح الحاء المهملة بعدها ألف فباء موحدة مكسورة فسين مهملة، وهو ممسك الماء - : تقع بوادي شهار في الجهة الغربية منه، في جنوبي الخادة، وشمال حقو بن شنة. وحابس فيما تعارف عليه الناس حجارة تبنى في مجرى الماء لتحبسه للشّاربة، وأحياناً يوضع لحماية المزارع. | 18°54'29 41°55'5 |
| حَدَبَة الأشراف                                                                     | - بفتح الحاء والدال المهملتين والباء الموحدة وآخره هاء، والحَدَبة ما غلظ وارتفع من الأرض -: تقع بوادي شهار في الجهة الشرقيه منه، في جنوبي النصباء على مسافة نصف كيل تقريباً. ويقطنها نحو مئتي نسمة تقريباً. جاء عنها في معجم الجزيرة العربية (1970)م: «الحَدَبَة: 18°54'15, 41°55'46. قرية في إمارة بارق الفرعية التابعة لإمارة منطقة أبها. تقع على أرتفاع 381 متراً فوق مستوى سطح البحر، يقطنها من 100 إلى 250 نسمة. ترتبط مع الطريق الرئيسي بدرب مستو سيء طوله 7.5 كم. وكبيرهم هو هيازع سالم. | 18°54'14 41°55'37 |
| حَدَبَة القَفِيْل                                                                      | - بفتح أوله وكسر ثانيه، وهو الشعب الضيق - : تقع على السفح الغربي لجبل الأضحى، بوادي شهار في الجهة الشرقيه منه، وإلى الشمال من النصباء على مسافة نصف كيل تقريباً. يقطنها نحو مئة نسمة تقريباً، وهي أقصى بلاد آل سالم في الشمال الشرقي المجاورة لبلاد آل سباعي. | 18°54'55 41°55'40 |
| الحِفْنَة                                                                           | - بحاء مهملة مكسورة ثم فاء موحدة ساكنة، ثم نون موحدة مفتوحة، ثم هاء - وهي فيما تعارف عليه العامة القلتة الكبيرة التي تمتليء بمياه الأمطار، وتكون في أعالي الأودية - غالباً - في داخل الجبال: قرية من قرى وادي ثعيب، تقع في غربي حقو بن جودة، شرق بن مقيه، وشمال الشعبة على مسافة نصف كيل تقريباً. | 18°53'14 41°54'40 |
| حَقْو بن جوْدَة                                                                      | - بحاء مهملة مكسورة ثم فاء موحدة ساكنة، والحقو هنا وفيما سيأتي تطلق على الأراضي المستوية من سفح الجبل -: قرية من قرى ثعيب، تقع في جنوبي مروح، شمال قرن السحر، وشرق الحفنة على مسافة ربع كيل تقريباً. | 18°53'19 41°55'0 |
| حَقْو بن شَنَّة                                                                       | - بفتح اوله مع التشديد وفتح ثانيه -: تقع بوادي شهار في الجهة الغربية منه، في جنوبي حابس، وشمال حقو آل مناع على مسافة نصف كيل تقريباً. ويقطنها نحو مئة نسمة تقريباً. جاء عنها في معجم الجزيرة العربية (1970)م: «حَقْو ابن شَنَّة: 18°53'55, 41°55'10. قرية في إمارة بارق الفرعية التابعة لإمارة منطقة أبها. تقع على أرتفاع 385 متراً فوق مستوى سطح البحر، يقطنها من 100 إلى 250 نسمة. ترتبط مع الطريق الرئيسي بدرب مستو سيء، إلى لا بأس به، طوله 6.5 كم. وكبيرهم هو مرعي موسى أحمد. | 18°54'13 41°55'4 |
| حَقْو العُبَيْد                                                                       | - بضم العين، وفتح الباء، وإسكان الياء، فدال، تصغير عبد - ويراد به الجبل الفارد الأسود -: قرية من قرى ثعيب، تقع بأعلى وادي ثعيب، في شمالي القهباء، وغرب الشرف وتجاورها. | 18°53'41 41°54'15 |
| حَقْو آل مَنَّاع                                                                      | - ميم مفتوحة، فنون موحدة مشددة مفتوحة، بعدها ألف ثم عين -: تقع بوادي شهار في الجهة الغربية منه، في شمالي خيبان، وجنوب حابس على مسافة نصف كيل تقريباً. يقطنها نحو مئتي نسمة تقريباً. | 18°53'46 41°55'14 |
| الخَادَّة                                                                           | - بتشديد الدال المهملة وفتحها، وهي ماخدَّه السيل من الأرض -: تقع بوادي شهار في الجهة الغربية منه، في شمالي حابس، وجنوب آل مصبح على مسافة نصف كيل تقريباً. جاء عنها في معجم الجزيرة العربية (1970)م: «نصب الخادة: 18°54'12, 41°55'03. قرية في إمارة بارق الفرعية التابعة لإمارة منطقة أبها. تقع على أرتفاع 383 متراً فوق مستوى سطح البحر، يقطنها من 100 إلى 250 نسمة. وترتبط مع الطريق الرئيسي بدرب مستو لا بأس به، طوله 5.3 كم. | 18°54'37 41°55'0 |
| الخُبْيَان                                                                          | - بضم الخاء المعجمة وسكون الموحدة، وهي الأرض الوسط لا المُخصبة ولا المُجدبة - : تقع بوادي شهار في الجهة الغربية منه، في جنوبي حقو آل مناع وتجاورها. يقطنها نحو مئة نسمة تقريباً، وهي أقصى قراهم في الجنوب الشرقي المجاورة لبلاد آل صعبان. | 18°53'32 41°55'20 |
| الرِّجْع                                                                            | - براء مشددة مكسورة وجيم معجمة ساكنة وعين مهملة، والرِّجْع من الأرض ما امتد فيه السيل -: قرية من قرى ثعيب، تقع في شمالي القويد، وشرق الجربوع. | 18°54'11 41°54'41 |
| السَّادَّة                                                                           | - بفتح السين المشددة، والذال، فهاء، على لفظ ما يسد به الشيء -: تقع في أعلى قرى ثعيب، مما يلي آل العرام، في غربي عضاهي، شمال مشرف، وجنوب المحاثة، وهي في ربوة مرتفعة. وفي غربها بئر عميقة - يدعى الحامضة - ماؤها على وجه الأرض على الدوام رغم عمقها؛ وتقع في مبدأ وادي الأرنبة، وهي مورد ماء للماشية وهي في بطن شعب من روافد وادي الأرنبة، وكانت مياه العيون تكثر فيه. وسميت بذلك لأن الوادي يضيق عندها فكأنها قد سدت مجراه. | 18°54'47 41°54'15 |
| الشَّرَف                                                                            | - أوله شين معجمة مفتوحة ثم راء مهملة مفتوحة بعدها فاء موحدة، من العلو والإشراف على ماحوله من الأرض -: قرية من قرى ثعيب، تقع في شمالي القهباء، غرب القويد، وشرق حقو العبيد. وأرض هذه القرية مستوية على شكل فرعة، تكشح ماؤها الجنوبي في وادي ثعيب، والشمالي ينتهي إلى وادي الأرنبة. | 18°53'43 41°54'24 |
| شِعْب عِضَاهي                                                                        | - بكسر الشين وسكون العين المهملة في أوله، المجرى بين جبلين وهو أصغر من الوادي - وعِضَاهي نسبة إلى نبات العضاه -: قرية من قرى ثعيب، تقع في جنوبي السَّادَّة على مسافة نصف كيل تقريباً. | 18°54'36 41°54'25 |
| شِعْب عُوَيْد                                                                         | - بضم العين، تصغير العود وهو عند العامة الكبير من الأناسي والأشياء -: قرية من قرى ثعيب، تقع في شرقي الطارفة، وجنوب قرن سحر على مسافة كيل تقريباً. وسمي بالشعب لأنه يشعبُ الماء الذي فيه، أي لا يحفظه بل يسيله، وهو أحد روافد وادي ثعيب. | 18°52'34 41°55'9 |
| الشُّعبة                                                                           | - بضم أوله مع التشديد وسكون ثانيه، مؤنث شعب وهو المجري المائي المتفرع من الأودية -: قرية من قرى وادي ثعيب، تقع في غربي قرن السحر، جنوب الحفنة، وشمال الأكهاف على مسافة نصف كيل تقريباً. | 18°52'56 41°54'50 |
| شِهَار آل مُصَّبح                                                                     | بكسر أوله وفتح ثانيه، وهي اسم لكل أرض منبسطة ظاهرة - : قرية كبيرة، تقع بوادي شهار في الجهة الغربيه منه، في جنوبي العجمة وتجاروها. بها مشيخة قبيلة آل سالم حميضة، وسميت باسم مشائخ القبيلة آل مُصَّبح، وكان مُصَّبح هذا عنده قوة عظيمة من الرجال والعتاد، وآثار قصره المتبقية منه تدل على المنعة والقوة، كان قصره في جبل إلى الغرب من القرية، يدعى في هذا العهد قصر بن عرار، ولزوجته صالحة بنت راجح علم بالحكمة والطب القديم، وكانت من أكابر العباد الصلحاء، ويقال: أنها كانت تؤذن وتؤم الرجال بالصلاة أحياناً. يبلغ سكانها خمسمائة نسمة، وأشتهر أهلها بالطب العربي القديم ، وخاصة الكي والتجبير. جاء عنها في معجم الجزيرة العربية (1970)م: «شهار: 18°54'36, 41°55'03. قرية في إمارة بارق الفرعية التابعة لإمارة منطقة أبها. تقع على أرتفاع 395 متراً فوق مستوى سطح البحر، يقطنها من 100 إلى 250 نسمة. وترتبط مع الطريق الرئيسي بدرب مستو لا بأس به، طوله 4.7 كم. | 18°54'54 41°54'54 |
| الطَّارِفَة                                                                          | - بفتح أوله مع التشديد وكسر الراء المهملة وفتح الفاء - وطرف الشىء آخره وأقصاه - : قرية من قرى ثعيب، تقع في جنوبي أكهاف، وغرب شعب عويد على مسافة نصف كيل تقريباً. | 18°52'22 41°55'1 |
| عَاطِف                                                                             | - بكسر الطاء المهملة -: قرية من قرى ثعيب، تقع في غربي جربوع، جنوب السادة، وشرق مشرف. وجاء عنها في معجم الجزيرة العربية (1970)م: «عَاطِف آل سالم: 18°53'19, 41°54'59. قرية في إمارة بارق الفرعية التابعة لإمارة منطقة أبها. تقع على أرتفاع 432 متراً فوق مستوى سطح البحر، يقطنها من 100 إلى 250 نسمة. ترتبط مع الطريق الرئيسي بدرب مستو ومتموج ببطن واد سيء، إلى لا بأس به، طوله 9 كم. وكبيرهم هو زاهر سلطان. | 18°54'17 41°54'20 |
| قَرْن السَّحَر                                                                        | - بفتح القاف ، وسكون الراء ، فنون - هو لغة الجبل الصغير الفارد - والسَّحَر بفتح السين المشددة، بياض يعلو السواد -: قرية من قرى ثعيب، تقع في شمالي شعب عويد، شرق الشعبة، وجنوب حقو بن جودة. | 18°53'0 41°55'4 |
| القَهْبَاء                                                                          | - بفتح أوله وسكون الهاء، من الأقهب وهو لون بين البياض والكُدْرة -: قرية من قرى وادي ثعيب، تقع في شمالي وادي بن القيه، وجنوب الشرف على مسافة ربع كيل تقريباً. | 18°53'33 41°54'20 |
| القَوْيد                                                                           | - بفتح القاف ، وسكون الواو - وهي الأكمة الممتدة -: قرية من قرى ثعيب، تقع في جنوبي الرجع، شمال المروح، وشرق الشرف. | 18°54'0 41°54'38 |
| الكَنَبِي                                                                           | - بفتح الكاف والنون -: قرية مشتركة بين آل حجري وآل سالم، تقع بوادي شري في الجهة الشماليه منه، في غربي الشرادية، وشرق السوداء وتجاورها. ويقطنها نحو مئتي نسمة تقريباً. | 18°59'11 41°53'58 |
| المَجْمَعَة                                                                          | - بفتح الميم ، وإسكان الجيم ، وفتح الميم الأخرى ، والعين بعدها ، فهاء وتقع نقطة - من التجمع إما لأن مجاري الأودية التي فوقها تتجمع بها، وإما لأنها حينما بدأت عمارتها أخذت تتجمع بها أسر من عدة أفخاذ، بمعنى أنها منطقة تجمع؛ فيجوز هذا وهذا -: قرية من قرى ثعيب، تقع في غربي عاطف، وجنوب مشرف على مسافة كيل تقريباً. | 18°54'1.67 41°54'9 |
| مَحَل سِفْيَان                                                                        | - بفتح الميم والحاء المهملة واللام مشددة بعدها هاء، بكسر أوله مع إسكان الفاء فمثناة تحتية مفتوحة فألف فنون-: قرية من قرى ثعيب، تقع في جنوبي جربوع على مسافة ربع كيل تقريباً. | 18°54'8.96 41°54'29 |
| مَرَوِّح                                                                             | - بفتح الميم والراء وتشديد الواو المكسورة بعدها حاء مهملة -: قرية من قرى ثعيب، تقع في جنوبي القويد، وشمال حقو بن جودة على مسافة نصف كيل تقريباً. وسميت بهذا الاسم لأن الرعاة إذا جاؤها ارتاحوا من ملاحظة الأغنام وملاحقتها لما تجده فيها من وفرة مياه وعشب. | 18°53'37 41°54'51 |
| مُشْرِف                                                                             | - بميم مضمومة وشين معجمة ساكنة ثم راء مهملة مكسورة ثم فاء موحدة، وهو المرتفع المطلُّ على غيره - : قرية من قرى ثعيب، تقع في شمالي المجمعة، غرب عاطف، وجنوب السادة. | 18°54'22 41°54'11 |
| المَقْرَى                                                                           | - بفتح الميم واسكان القاف وفتح الراء بعدها ألف مقصورة، وهو لغة: رأس الأكمة أو الجبل -: خرائب مدينة أثرية، تقع على أرتفاع 530 متراً فوق مستوى سطح البحر، وتمتد بطول 4 أكيال على جبل المَقْرَى المطل على وادي شهار من الناحية الشرقية وعلى وادي ثعيب من الناحية الغربية. كانت أعظم حواضر بارق شأنًا وأكثرها أمنًا، غير أنها أصيبت بضربة قاسمة عام 1923م على يد سلطان بن بجاد، إذا هاجمها الإخوان وأبادوها، وكانت مقتلة عظيمة مازال أهل بارق يذكرونها باسم (صَّبَاح الْمُدَيِّنَة) ويتداولون اخبارها باندهاش ورهبة. ويظهر من الأطلال أنها كانت مدينة محصنة بأبلغ ما يمكن، وكانت تتألف من مئات البيوت، ونحو خمسة مساجد، وعدد من الحصون والقلاع. ويمتاز جبل المقرى بالمنعة لذلك عجزت القوات التركية الموجودة في العجمة على السيطرة عليه وإخضاعه. وفي آواخر ذي الحجة من سنة 1340 هـ وصل الإخوان بارق، وصاروا يغيرون على القرى ويقطعون الطرق، ويفسدون الزرع، حتى وصلوا المقرى المنيع، فأمطر الجبل عليهم وابلا من الرصاص وأبادوا أعدادا منهم وغنموا بنادقهم وقتلوا خيولهم، ورجعوا ناكصين على الآعقاب. وفي صفر سنة 1341 هـ، عاد جيش الإخوان بارق متعقباً فلول جيش الشريف عبد الله الفعر - أمير القنفذة - الذي كان استمر في الإنسحاب من أبها، بعد فشلة في إعادتها لنفوذ الملك حسين بن علي. وقد عادوا منتقمين بجيشٍ عظيم، راغبين في الإبادة، بقيادة ابن بجاد، وفي ذلك يقول: قال ابن بجاد أنا وديببارق والريش أعديأمحيهم ولا أغديقالوا: مثلك ما يتقصر !شل البيرق ثم توجهرج تهامة ذيك الرجةوأرخو بندق ماله عجهما يمشون به غير معبرطبق على الريش وعلى بارقوأصبح فيهم يوم شارقكم زول من سود مفارقوانحرف يوم الله قدرهذا ما جا يا متعلموالدنيا مظلوم وظالم أستطاع جيش الشريف الفرار عبر جبل قتروي إلى تهامة، بعد وقائع دامية كانت الغلبة فيها للإخوان. وأستغل الإخوان الفرصة وطالبوا بثأر واقعة ذي الحجة في بلاد آل سالم، فأغاروا على المقرى، وقتلوا أهلها ودكوا حصونها، وهدموا مبانيها، حتى صارت بلاقع خاوية على عروشها. ثم أخذوا يطوفون القرى الأخرى، وهم يكبرون ويعتزون، ويطلقون بنادقهم، فأخذوا يقتلون الأبرياء الذين لم يسارعوا مثل غيرهم من الأهالي إلى بيوتهم مستآمنين. ولم يكتفوا؛ فأخذوا يكسرون ابواب البيوت، ثم يعملون فيها السلب. وكانوا يقتلون في سبيل السلب. وقد عبر محمد بن علي الإدريسي - حاكم المخلاف السليماني - شفقته وإستنكاره الشديد لما حدث من سفك للدماء في بارق، ووجه رسالة إلى عبد العزيز آل سعود بسحب الإخوان من قرى بارق خشية استرسال الفتنة. كل ذلك وابن سعود في الرياض جاهل ما حدث، فغضب عندما بلغته رسائل الإدريسي، وأمر الجيش السعودي بالإنسحاب من بلاد بارق. مضى اليوم على خراب هذه المدينة نحو مائة عاماً، ولا تزال أطلالها ومعالمها تشهد بالعظمة والسمو، وتهزأ بالغزاة الذين لم يألوا جهداً في التخريب والتدمير والإحراق، فبادوا وباد نفوذهم، وبقيت آثار المَقْرَى تسخر من أولئك. | (1) 18°53'43 41°55'7 (2) 18°54'20 41°54'56 (3) 18°52'30 41°55'20 (4) 18°54'48 41°54'44 (5) 18°54'32 41°54'50 (6) 18°53'22 41°55'7 |
| المِنَيْظِر                                                                          | - بكسر الميم وإسكان النون وفتح الظاء المعجمة وآخره راء، تصغير منظر - أصله : بنية تجعل على ظهر جبل أو مرتفع ، يشرف منها ربيئة البلاد أو القوم لئلا يداهموا على غرة - : قرية كبيرة لآل سالم، آل حجري، آل عرام، والمهاملة، تقع بوادي الرصفة في الجهة الجنوبيه منه، في شرقي المريبعة، غرب السلم، وجنوب البيضاء. يقطنها ستمائة نسمة تقريباً، منهم نحو مئتي نسمة من آل سالم. جاء في معجم الجزيرة العربية (1970)م: «المنيظر: 18°56'31 , 41°55'10. قرية في إمارة بارق الفرعية التابعة لإمارة منطقة أبها. تقع على أرتفاع 386 متراً فوق مستوى البحر، ويقطنها من 250 إلى 500 نسمة. وترتبط بالطريق الرئيسي، وبها أربعة دكاكين.» | 18°56'51 41°54'56 |
| النَّصْبَاء                                                                          | - بفتح النون وسكون الصاد وفتح الباء بعدها ألف وهمزة، تأنيث نصب وهو المرتفع المنتصب من الصخر في الوادي -: تقع بوادي شهار في الجهة الغربية منه، في شمالي حدبة الأشراف، وجنوب حدبة القفيل. | 18°54'32 41°55'33 |
| وادي بن مُقَيْه                                                                     | - بضم الميم، وفتح القاف، وإسكان الياء، ثم هاء -: قرية من قرى ثعيب، تقع في جنوبي القهباء، وغرب الحفنة على مسافة نصف كيل تقريباً. | 18°53'20 41°54'25 |
| - أكَهْافَ (مكَهْافَ) - جَرْبوع - الحِفْنَة. - حَقْو بن جوْدَة. - حَقْو العُبَيْد. - الرِّجْع - السَّادَّة. | - الشَّرَف - .شعب عُوَيْد - شعب عِضَاهي. - الشُّعبة. - الطَّارِفَة - عَاطِف. - قَرْن السَّحَر. | - القَهْبَاء. - القَوْيد. - المَجْمَعَة (حدبة الجماعة) - مَحَل سِفْيَان - مَرَوِّح. - مُشْرِف. - وادي بن مُقَيْه.                                         |

### الأودية
| الوادي       | الوصف | الإحداثيات        |
| ------------ | --- | ----------------- |
| وادي ثعيب    | - بفتح المثلثة والعين المهملة وكسر المثناة التحتية بعدها باء، تصغير ثَّعْب وهو مَسِيل الماء -: واد زراعي، تقع على جانبيه أكثر قرى قبيلة آل سالم. يتميز بضيق المجرى وعمقه، وبه أشجار ملتفة كثيفة من السدر، الطلح، السلم، السمر، العشر، الحلفاء، وفيه نخل يسقى من الغيول. ينحدر من جبل قتروي من ناحية وادي مقية، تحف به الجبال من جانبيه حتى يلتقي بواديي (الطحل) و (السلمة) في مكان يسمى الفاتح، ويأخذ في الإنحدار إلى الغرب حتى يدفع سيله في وادي الحمض.                                       | 18°53'24 41°54'32 |
| وادي الأَرْنَبة | - بفتح الهمزة وسكون الراء المهملة وفتح النون - : وادٍ زراعي، وبه آبار وثمايل وغدير يسمى: (المُطَرِفّ) في منتصفه، وفي أعلاه أشجار السدر الكبيرة. يبدأ سيله من جبل قتروي وحولها ثم يتجه شمالاً ثم ينعرج غرباً تاركاً قرية الخماصية يمنياً منه ثم يلاقي وادي شري في الحمض. | 18°55'16 41°53'59 |
| شِهَار         | - بكسر أوله وفتح ثانيه، يطلق على كل شيء بارز ظاهر -: واد شهير من أشهر أودية بارق، وأخصبها وأكثرها بهجة ومنظراً جميلاً. يتميز بتربته وبمحصوله الوفير، حيث كانت تزرع فيه الذرة بأنواعها ثلاث مرات في السنة. وكان ميدان الكثير من الملاحم العسكرية بين القوات التركية وأبناء المنطقة. ينبع من الفرع بآل صعبان، ثم يدفع ماؤها شمالاً، ويجتمع سيله مع سيل وادي الركس في الردة شرق قرية العجمة، وفيه من القرى العامرة لآسالم: الخيبان، حقو آل مناع، حدبة الأشراف، حابس، النصباء، الخادة، وآل مصبح. | 18°54'8 41°55'19  |